# Neofetch
Neofetch е инструмент за показване на системна информация, написан на скриптовия език Bash shell. От лявата страна винаги има лого на операционната система, представено в ASCII вариант. За разлика от системен монитор, инструментът включва само статичен дисплей на основните хардуерни и софтуерни конфигурации на компютъра и техните версии, обикновено операционна система, хост (техническото име на машината), разделителната способност на дисплея, работната среда, мениджъра на прозорците, темите и иконите, компютърния терминал, CPU, GPU и RAM памет .
От 26 Април, 2024, Neofetch не се разработва.

## Екранни снимки
- Neofetch на Arch Linux
- Neofetch на SteamOS